# Mulan (Kumlinge, Åland)
Mulan är ett skär i Åland (Finland). Det ligger i Skärgårdshavet och i kommunen Kumlinge i landskapet Åland, i den sydvästra delen av landet. Ön ligger omkring 49 kilometer nordöst om Mariehamn och omkring 240 kilometer väster om Helsingfors.
Öns area är 4,2 hektar och dess största längd är 450 meter i öst-västlig riktning. Trakten är glest befolkad. Närmaste större samhälle är Vårdö, 18,6 km väster om Mulan.